# Ošibka rezidenta
Ošibka rezidenta (Ошибка резидента) è un film del 1968 diretto da Veniamin Davydovič Dorman.